# بذور التمر الهندي (فلم)
بذور التمر الهندي (بالإنجليزية: The Tamarind Seed) هو فيلم دراما، وإثارة رومانسي أمريكي بريطاني لعام 1974 كتبه وأخرجه بليك إدواردز وقام بالبطولة جولي أندروز وعمر الشريف، الفيلم يعتمد على كتاب إيفلين أنتوني الذي صدر عام 1971 تحت نفس العنوان، ويدور الفيلم حول موظفة بوزارة الداخلية البريطانية وملحق سوفيتي يجمعهما الحب والأهداف.

## طاقم التمثيل
| - جولي اندروز: جوديث فارول - عمر الشريف: فيدور سفيردولف - انتوني كويل: جاك لودر - دان اوهيرليهي: فيرجس ستيفنسون - سيلفيا سيمز: مارجريت ستيفنسون - اوسكار هومولكا: الجنرال جوليتسن - برايان مارشال: جورج ماكلويد | - دافيد بارون: ريتشارد باترسون - سيليا بانارمان: راشيل باترسون - روجر دان: كلونيل مورو - شارون ديوس: ساندي ميتشل - جورج ميكل: ماجور ستاكلوف - كيت اومارا: آنا سكريابينا | - كونستانتين جريجوري: ديمتري ديمينوف - جون ساليفان: عميل المخابرات السوفيتية 1 - تيرنس بلامار: عميل المخابرات السوفيتية 2 - ليزلي كرافورد: عميل المخابرات السوفيتية 3 - اليكسي جاودوكيموف: إيجور كالينين - جانيت هنفراي: رئيسة قسم السفارة |

## أحداث الفيلم
تقوم جوديث فارو (جولي أندروز) المساعدة في وزارة الداخلية البريطانية  بإجازة في جزيرة بربادوس الكاريبية بعد إنهاء علاقة حب فاشلة مع الملحق الجوي البريطاني في باريس ريتشارد باترسون (ديفيد بارون)، وتلتقي بالرجل الوسيم فيودور سفيردلوف (عمر الشريف)، الذي يعمل ملحق عسكري بالسفارة السوفيتية في باريس، والذي يقضي أيضًا إجازته.  يقضي الاثنان بعض الوقت معًا في إستكشاف الجزيرة وزيارة المتاحف والخروج لتناول العشاء، وعندما علمت المخابرات البريطانية أن سفيردلوف يقضي بعض الوقت مع مساعد وزير بريطاني، بدأوا في مراقبة الإثنين. تشارك جوديث وسفيردلوف تفاصيل عن حياتهما الخاصة - عن زوجها الذي توفي في حادث سيارة، وعن علاقتها التعيسة الأخيرة، وزواجه غير السعيد، وخيبة أمله من الاتحاد السوفيتي. خلال إحدى نزهاتهم، تروي جوديث قصة عبد يتم تعليقه في شجرة تمر هندي وكيف أصبح لتلك الشجرة منذ ذلك الحين بذورًا على شكل رأس بشري، ولكن سفيردلوف المتشكك يعتقد أن القصة مجرد خيال. في طريق عودة جوديث إلى لندن، فتحت مظروفًا أعطاها إياه سفيردلوف لتجد بذرة تمر هندي سوداء على شكل رأس بشري. كان ضابط المخابرات البريطاني جاك لودر (أنتوني كويل) مقتنع تماما بأن سفيردلوف يخطط لتجنيد جوديث كجاسوسة، كما كان يشعر لودر بقلق أكبر بشأن جاسوس سوفيتي غير معروف داخل الحكومة البريطانية يطلقون عليه الأسم الرمزي «أزرق».
يزور لودر جوديث في شقتها بلندن ويستجوبها بشأن سفيردلوف، ويخبرها لودر أنه إذا إتصل بها مرة أخرى فعليها إخباره على الفور. يعود سفيردلوف إلى مكتبه في باريس، ويجد مساعده قد رحل وحل محله سكرتيرة يشتبه في أنها تراقبه، ويخبر رئيسه الجنرال غوليتسين إنه قد صادق جوديث في بربادوس، وأنه يعتقد بإمكانية تجنيدها. في هذه الأثناء  تكتشف زوجة ستيفنسون، مارجريت إن ولاعة السجائر الخاصة بزوجها عبارة عن كاميرا مصغرة وأن زوجها في الواقع جاسوس شيوعي، وهي لا تعرف أن المخابرات البريطانية كانت تبحث عن هوية زوجها، وتطلق عليه الاسم الرمزي «أزرق». يقرر سفيردلوف السفر إلى روسيا لأن زوجته، ذات النفوذ في الحكومة والحزب، تطلب الطلاق ويخشى أن بعد طلاقه يتعرض للاضطهاد، وفي هذه الأثناء تتلقى جوديث رسالة مهمة لتبلغها لسفيردلوف، وتسرع إلى باريس لتنقل الرسالة التي مفادها أن سكرتيرته السابقة نُقلت إلى لوبيانكا لإستجوابها من قبل المخابرات السوفيتية، وأنه لا ينبغي أن يعود إلى روسيا، ولهذا يقرر سفردلوف اللجوء للغرب، وتتصل جوديث بحبيبها السابق باترسون، الذي يبلغ طلبها إلى لودر. في شقة جوديث يلتقي سفيردلوف بلودر ويطلب اللجوء، يعرض تقديم هوية الجاسوس الشيوعي السري «أزرق» مقابل حياة جديدة آمنة في كندا، ويوافق لودر على الصفقة. تتعقد الأمور عندما تسمع زوجة الحبيب السابق باترسون، أنه تحدث مع جوديث وهي الحبيبة السابقة، وتنقل حوارهما إلى صديقتها زوجة ستيفنسون (أو الأزرق) عن طلب مسؤول سوفيتي يتطلع إلى الانشقاق، وتكشف زوجة ستيفنسون عن هذا الخبر لزوجها، الذي يشتبه في أن سفيردلوف هو المنشق وينقل المعلومات إلى باريس متأخرًا فقد كان سفيردلوف قد التقى رئيسه الجنرال غوليتسين ليؤكد له أنه لا يحتاج سوى بضعة أيام أخرى في بربادوس مع جوديث لتجنيدها، ويطير إلى بربادوس حاملًا الأوراق التي ينوي تقديمها إلى المخابرات البريطانية مقابل اللجوء. يأمر الجنرال غوليتسين  بإغتيال سفيردلوف في مطار هيثرو في لندن قبل أن يتمكن من السفر إلى بربادوس مع جوديث، وينتظر القتلة السوفييت وصوله إلى المطار، لكن سفيردلوف يتجنبهم بمساعدة لودر، وتفشل خطة الإغتيال، ولهذا يرسل الجنرال غوليتسين القتلة إلى بربادوس لإكمال مهمتهم المميتة. تتمتع جوديث وسفيردلوف بغروب الشمس الجميل معًا في بربادوس ويقضيان ليلة حب، وفي صباح اليوم التالي، يصل القتلة السوفييت إلى الجزيرة ويقومون بتفجير منزل سفيردلوف. تشير التقارير الإخبارية إلى مقتل سفيردلوف ونُقل جوديث إلى المستشفى مصابة بجروح، ويسافر لودر إلى بربادوس لزيارة جوديث التي تتعافى من إصابتها ليخبرها أن سفيردلوف في الواقع لم يقتل كما ورد، ولكن تم إخراجه من الفندق قبل الهجوم، هو في أمان في كندا، ويأتي المشهد الأخير وجوديث تلتقي سفيردلوف.

## الإنتاج
قام بتمويل الفيلم جزئيًا السير ليو جريد (مالك وسائل إعلام ومنتج عروض مسرحية) كجزء من صفقة من فيلمين للبطلة جولي أندروز لحملها على الإلتزام ببرنامج تلفزيوني من إنتاجه. كان هذا أول فيلم لأندروز منذ أربع سنوات (كان آخر أفلامها عام 1970 هو«حبيبتي ليللي» الذي فشل جماهيريًا بينما حقق بعض الجوائز، وأشاد به بعض النقاد)، خلال ذلك الوقت تزوجت من المخرج بليك إدواردز (مخرج أفلام الفهد الوردى لبيتر سيلرز) وركزت على تربية أطفالها. قالت جولي أندروز عن هذا الفيلم: «فيلم جيد أعود به للتمثيل»
تم تصوير «بذور التمر الهندي» في بربادوس (هي دولة جزيرة بالمحيط الأطلسي استقلت عن بريطانيا 1966) وفي الحي الراقي «بلغرافيا» بغرب لندن (بما في ذلك حديقة ميدان إيتون)، وباريس.

## إستقبال الفيلم
تلقى الفيلم مايسمى «طلب أداء ملكي Royal Command Performance» (أداء تمثيلي أو موسيقي بناء على طلب من القيادة الملكية في المملكة المتحدة)
صرح المنتج السير ليو جريد إن الأرباح من شباك التذاكر جيدة، وإنه كافح للحصول على مكسب مادي من هذا الفيلم حيث أن نسبة الأرباح للبطلة والمخرج كانت مرتفعة، فقد حصلت جولي أندروز على نسبة 10% من الأرباح، بينما حصل زوجها المخرج على نسبة 5%. كانت هذه ممارسة شائعة للنجم اللامع والكاتب أو المخرج صاحب الأسهم المرتفعة، ويتقاضى هؤلاء نسب مرتفعة نظرًا لأن الأسماء  هي ما تجلب، عادةً، جمهورًا أكبر وأرباحًا إجمالية أكبر لفيلم منخفض التكلفة.

### نقد الفيلم
قالت كاتلين ميرفي في برنامج (شريط أنباء الأفلام  Movietone News): «إن الفيلم كان مثالًا جيدًا لمفهوم» مجتمع إثنين«على خلفية القوى الدولية المعقدة التي تشن حربًا باردة، يكمن آخر معقل للإستقرار في المجتمع المكون من شخصين، إنهم العشاق الذين قد يتخطى ولائهم وإلتزامهم تجاه بعضهم البعض، ألاعيب الحرب الباردة، النظام يقتل عن طريق الإستنزاف المعنوي، أو جسديًا بالعنف، ولكن دائمًا ما يتم الحفاظ على شكل (وليس مضمون) الأمن الدولي عن طريق الإنفاق الرهيب والهدر للموارد البشرية، من خلال التقليل من قيمة العملة الأخلاقية التي تسمح للرجال والنساء بالتعامل مع بعضهم البعض حتى بأقل قدر من الثقة أو المودة، وهكذا يصبح العالم آمنًا... حسنًا، ليس الناس، ولكن لشيء ما». وتلخص كاتلين ميرفي فتقول: «أن بذور التمر الهندي تحوّل هذا النوع من العلاقات، وهي» مجتمع الإثنين«إلى حقيقية تغير وتعيد تشكيل تفكيرنا وشعورنا ورؤيتنا لحياتنا».

#### اقتباس الفيلم في وسائل إعلام
إقتبست مجلة «مجنون Mad»، وهي المعروفة بإقتباس الأفلام أو الأغاني وتحويل ذلك إلى رسومات كرتونية ضاحكة (كانت تصدر من عام 1952 حتى توقفت 2018)، وقامت المجلة بنشر قصة ضاحكة تحاكي الفيلم تحت اسم «بذور تومي الحمراء».

## وصلات الخارجية
مقالات تستعمل روابط فنية بلا صلة مع ويكي بيانات